# Pševes
Pševes je vesnice, část města Kopidlno v okrese Jičín. Nachází se asi 2,5 km na severovýchod od Kopidlna. Prochází tudy železniční trať Nymburk - Jičín a silnice I/32. V roce 2009 zde bylo evidováno 93 adres. V roce 2001 zde trvale žilo 149 obyvatel.
Pševes je také název katastrálního území o rozloze 4,65 km2.

## Další fotografie

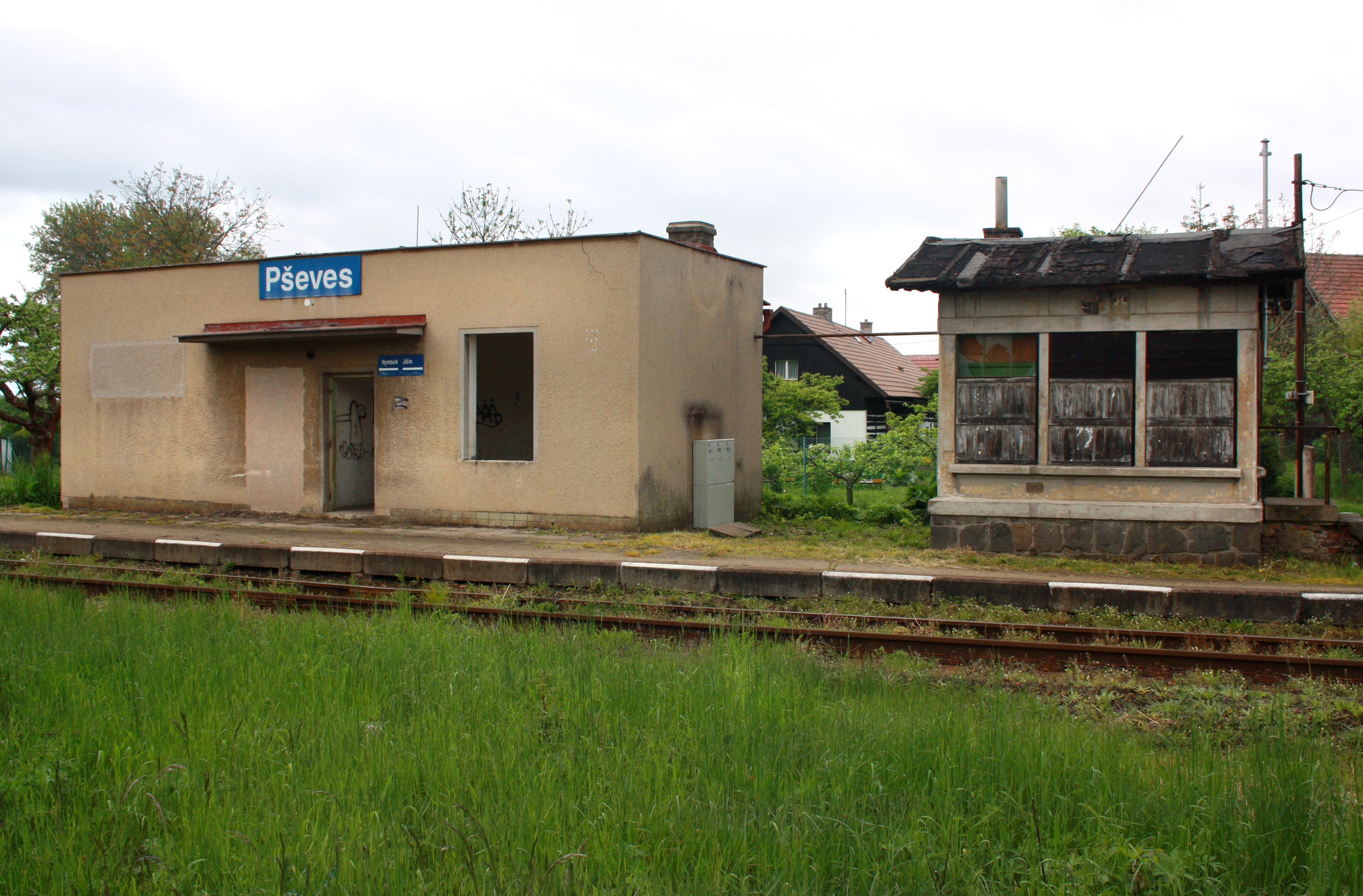
Vlaková zastávka
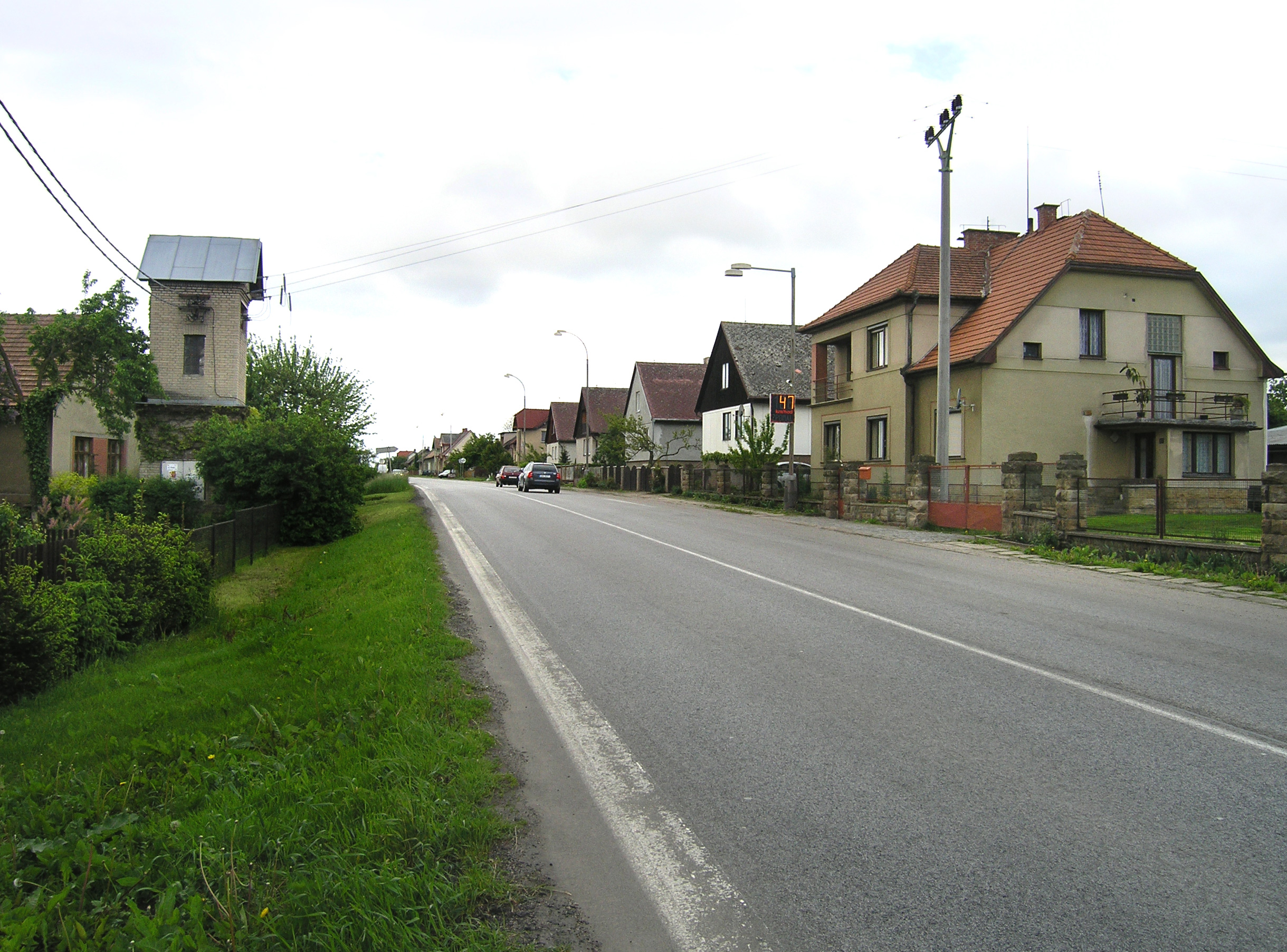
Silnice I/16 v Pševsi